# Automatisch blokstelsel

Schema van een automatisch blokstelsel met linkerspoorbeveiliging en seinen naar Nederlands voorbeeld

Schema van een automatisch blokstelsel met dubbelenkelspoorbeveiliging en seinen naar Nederlands voorbeeld

Een automatisch blokstelsel is de blokbeveiliging van een spoorweg met relaisbeveiliging, een beveiliging op basis van B-relais. Een blokstelsel of blokbeveiliging is een methode voor de beveiliging van de vrije baan. De vrije baan is een spoorweg zonder wissels tussen twee (stations)emplacementen.
Automatische blokstelsels functioneren geheel automatisch. Een treindienstleider kan de seinen langs de spoorweg niet bedienen.

## Drie soorten blokstelsels
Bij een spoorweg met twee sporen is het mogelijk beide sporen voor één rijrichting te beveiligen. Dat is een kostenbesparende mogelijkheid. Dat brengt met zich mee dat er grote beperkingen zijn wanneer vanwege bijvoorbeeld een verstoring toch tegen de gebruikelijke rijrichting in moet worden gereden. Daarom wordt dubbel spoor soms ook beveiligd om verkeer tegen de gebruikelijke rijrichting in te ondersteunen.

### Automatisch blokstelsel zonder linkerspoorbeveiliging
Als het automatisch blokstelsel alleen is ingericht voor rechts rijden is links rijden nauwelijks mogelijk. Beveiligde overwegen werken niet omdat er slechts aan één zijde een aankondigingsgebied is, en seinen zijn ook niet aanwezig. Als een trein bij deze variant toch links moet rijden mag dat alleen als de machinist een aanwijzing verkeerd spoor heeft. Omdat de overwegen geen aankondigingsgebied achter de overweg hebben, moet de trein de overweg tot op zeer korte afstand benaderen, totdat de eerste as van de trein in het 'aankondigings- en bezetgebied' van de overweg is. Dit wordt 'aanrijden' genoemd. Dan moet de trein stoppen en wachten tot de overweg is gesloten, daarna kan de trein pas verder. Een bijkomend nadeel is dat de overweg gesloten blijft totdat de trein het hele aankondigingsgebied uit is gereden.

### Automatisch blokstelsel met beveiligd linker spoor
Bij linkerspoorbeveiliging zijn voor het linksrijden enkele voorzieningen getroffen. Het linkerspoor is in één of enkele lange blokken verdeeld. Overwegen werken nu ook goed.

### Automatisch blokstelsel met dubbelenkelspoorbeveiliging
Het automatisch blokstelsel met dubbelenkelspoorbeveiliging beveiligt een spoor in twee richtingen. Het kan toegepast worden op enkelsporige- en meersporige trajecten. Elk spoor van de vrije baan is voor beide rijrichtingen gelijkwaardig beveiligd. Dit systeem wordt gewoonlijk aangeduid met vierdraads automatisch permissief blokstelsel of 4-draads APB. Het 4-draads APB heeft een aantal belangrijke eigenschappen:
- Er zijn per spoor slechts vier kabeladers nodig. Dat is een belangrijk gegeven omdat bekabeling de belangrijkste kostenpost bij beveiliging is. Dit verklaart ook het eerste deel van de benaming 4-draads-APB.
- De rijweginstelling naar de vrije baan is mogelijk zonder dat vooraf een rijrichting behoeft te worden gekozen. Het 4-draads APB neemt automatisch de richting over van de rijweg die naar het betreffende spoor leidt. Alle seinen in de tegenrichting 'vallen' automatisch 'af'. Dat betekent dat ze automatisch in de stand stop komen, dus rood licht gaan tonen. Het is dus niet mogelijk dat er twee treinen elkaar op hetzelfde spoor tegemoet zullen rijden.
De eenvoud van deze bedieningsmogelijkheid is van belang voor baanvakken waar links en rechts rijden vaak wordt afgewisseld. Dat kan van belang zijn voor bijsturing van treinverkeer bij verstoringen. Het kan ook regulier in de dienstregeling zijn opgenomen.
- Als een trein een blok verlaten heeft komt het sein de tegenrichting automatisch weer op veilig, tenzij er inmiddels opnieuw een rijweg naar dat spoor is ingesteld. Dat biedt de mogelijkheid om treinen onderweg te kunnen laten keren. De seinen en overwegaankondigingen functioneren normaal voor een trein die tegen de oorspronkelijke rijrichting in terugkeert.
Ook deze flexibiliteit is belangrijk bij verstoring van de treindienst en bij het rijden met werktreinen voor spooronderhoud. Bij druk treinverkeer ligt het minder voor de hand om een trein terug te laten keren, omdat er vaak al meerdere treinen op de vrije baan aanwezig zijn en op stations vaak ook te weinig opstelcapaciteit is om teruggekeerde treinen te plaatsen.

### Algemene eigenschappen van het automatisch blokstelsel
- Het automatisch blokstelsel laat niet toe om een defecte trein tegemoet te laten rijden door een trein uit de richting van het bestemmingsstation, bijvoorbeeld om de defecte trein verder te slepen. Een tegemoetkomende trein moet daarom een aanwijzing hebben en voorzichtig rijden om naar de voorzijde van een gestrande trein te rijden.
- Het automatisch blokstelsel biedt een hoge mate van zekerheid dat treinen op de vrije baan elkaar nooit tegemoet zullen rijden. Daarom kan een trein bij een onderweg optredende storing in het blokstelsel nog relatief veilig doorrijden. Dat mag ook daadwerkelijk als de machinist daarvoor een aanwijzing van de treindienstleider krijgt.

## Spoorwegsein
Een sein bij het begin van een blok geeft aan of de trein het blok mag binnen rijden of niet. De meeste spoorwegbeheerders gebruiken een rood sein om aan te geven dat de treinbestuurder de trein voor het sein moet laten stoppen. Een groen licht betekent dat de trein het blok mag binnenrijden. Een rood sein wordt altijd voorafgegaan door een sein dat dit rode sein aankondigt. Dit sein staat op een afstand die lang genoeg is dat elk treintype kan afremmen van zijn maximumsnelheid tot stilstand.

### Permissie om stoptonend sein te passeren
Als seinen van een blokstelsel 'stop tonen' en dus op rood staan, mogen ze vaak na het stoppen gepasseerd worden. Nadat hij daarvoor een permissie of aanwijzing ontving van de treindienstleider van het station waarnaar de trein op weg is, mag de machinist verder rijden. De machinist moet daarbij grote oplettendheid in acht nemen en zijn snelheid aanpassen. Hij moet er bijvoorbeeld rekening mee houden dat er op het spoor een obstakel zoals een stilstaande trein kan staan. Hij mag bijvoorbeeld wel rood tonende seinen tot aan het eerste sein voor het eerstvolgende station of emplacement. Dit verklaart het woord permissief in de benaming 'permissief blokstelsel'. Seinen die in die situatie voorbij gereden mogen worden zijn in Nederland gemarkeerd met een wit bord met daarop de letter P. Men spreekt dan ook van P-seinen. De P is hier een afkorting voor permissief.

## Verwijzingen
1. ↑  A.E. van Houwelingen, Automatisch blokstelsel zonder linkerspoorbeveiliging (pdf). Oranje boekjes. Institution of Railway Signal Engineers (IRSE) Nederland (augustus 1980). Gearchiveerd op 3 oktober 2018.
2. ↑  A.E. van Houwelingen, Automatisch blokstel met beveiligd LS-rijden (pdf). Oranje boekjes. Institution of Railway Signal Engineers (IRSE) Nederland (december 1985). Gearchiveerd op 3 oktober 2018.
3. ↑  A.E. van Houwelingen, Automatisch Blokstelsel met Dubbel Enkelspoor (4-draads APB) (pdf). Oranje boekjes. Institution of Railway Signal Engineers (IRSE) Nederland (augustus 1983). Gearchiveerd op 3 oktober 2018.